# 池谷光司
池谷 光司（いけや こうじ）は、日本の実業家。
東芝株式会社取締役・副社長執行役員。

## 経歴
1981年慶應義塾大学経済学部卒業。同年4月株式会社三菱銀行入行。常務執行役員 大阪営業本部長、専務執行役員 営業第一本部長を経て、2016年6月 三菱自動車工業株式会社 取締役 副社長執行役員 (財務・経理担当) CFOに就任。2023年7月退任。日本産業パートナーズ副会長に就任。
2023年12月 東芝株式会社 副社長執行役員就任。
2024年5月、27年3月期までの中期経営計画「東芝再興計画」を策定し、4~9月期として2年ぶりの黒字を達成するなど、構造改革を先導している。
2021年からコロンビア大学経営大学院（コロンビア・ビジネス・スクール）日本同窓会会長も務める。